# Jožef Kunič
Jožef Kunič, slovenski politik in veleposlanik, * 6. januar 1946, Ljubljana.
Po izobrazbi je kemik, doktoriral pa je na leta 1982 z disertacijo Optimalne parametrske korekcije zveznega dinamičnega linearnega programiranja na Univerzi v Mariboru, na kateri je predaval (VŠOD, zdaj Fakulteta za organizacijske vede v Kranju). Prvotno je bil gospodarski zastopnik v tujini, po osamosvojitvi je prešel v diplomacijo. Služboval je kot prvi slovenski veleposlanik v Iranu (1993-97), nato v Franciji. Soustanovil je Slovensko društvo za mednarodne odnose in ga tudi vodil, zdaj je njegov častni predsednik.
Izdal je knjigi Ambasador vseh (2004) in Za sproščenost vseh (2006), že prej pa tudi nekaj strokovnih skript (Matematične metode operacijskih raziskav, 1978; Metode optimiranja, 1986; Operacijske raziskave, 1988) 
Leta 2006 je bil na Liberalne demokracije Slovenije izvoljen v Mestni svet Mestne občine Ljubljana.
Na državnozborskih volitvah leta 2011 je kandidiral na listi Pozitivne Slovenije.
Na njegovo pobudo, so se 1. marca 2011, v knjižnici srečali nekateri člani LDS-a, Liberalne akademije in Liste Zorana Jankovića. Slednjo sta zastopala Aleš Čerin in Mitja Meršol. Med predstavniki LDS-a pa je bila Zdenka Cerar, ki je vseskozi veljala za izpostavo bivšega predsednika Milana Kučana. Skupina je osnovala projekt nove stranke Pozitivna Slovenija.